# Camden (Delaware)
Camden és un poble dels Estats Units a l'estat de Delaware. Segons el cens del 2000 tenia 2.100 habitants.

## Demografia
Segons el cens del 2000, Camden tenia 2.100 habitants, 835 habitatges, i 573 famílies. La densitat de població era de 435,9 habitants per km².
Dels 835 habitatges en un 35,1% hi vivien nens de menys de 18 anys, en un 50,2% hi vivien parelles casades, en un 15,3% dones solteres, i en un 31,3% no eren unitats familiars. En el 24,1% dels habitatges hi vivien persones soles el 8,4% de les quals corresponia a persones de 65 anys o més que vivien soles. El nombre mitjà de persones vivint en cada habitatge era de 2,51 i el nombre mitjà de persones que vivien en cada família era de 3,02.
Per edats la població es repartia de la següent manera: un 27% tenia menys de 18 anys, un 9,1% entre 18 i 24, un 30,7% entre 25 i 44, un 21,6% de 45 a 60 i un 11,6% 65 anys o més.
L'edat mediana era de 36 anys. Per cada 100 dones de 18 o més anys hi havia 83,3 homes.
La renda mediana per habitatge era de 47.097 $ i la renda mediana per família de 50.347 $. Els homes tenien una renda mediana de 32.154 $ mentre que les dones 25.261 $. La renda per capita de la població era de 21.113 $. Aproximadament l'1,8% de les famílies i el 4,9% de la població estaven per davall del llindar de pobresa.

## Poblacions més properes
El següent diagrama mostra les poblacions més properes.